# Guido Szivessy
Guido Szivessy  (* 23. Juli 1885 in Vöslau, Niederösterreich; † 15. September 1948 in Rostock) war ein österreichischer Physiker. 
Szivessy studierte nach dem Abitur in Stuttgart 1904 Physik an der TH Stuttgart, der Universität Straßburg und der Universität Tübingen mit der Promotion in Straßburg 1909 (Untersuchungen über den Lichtbogen in Schwefelkohlenstoffdampf). Danach war er Assistent an der TH Stuttgart und 1912/13 an der TH Dresden, bevor er Mitarbeiter an den Optischen Werkstätten Fr. Schmidt und Haensch in Berlin wurde. Nach dem Wehrdienst im Ersten Weltkrieg als Leutnant habilitierte er sich 1919 in Münster und wurde er 1921 außerordentlicher Professor für Physik in Münster. Von 1929 bis 1936 war er planmäßiger außerordentlicher Professor an der Universität Bonn (und 1933 bis 1936 Direktor des Physikalischen Instituts) und von 1939 bis 1945 wissenschaftlicher Leiter der Askania Werke in Berlin. 1946 wurde er ordentlicher Professor an der TU Berlin und 1947/48 war er ordentlicher Professor für Theoretische Physik an der Universität Rostock.
Er trug zum Handbuch der Physik im Bereich Optik bei.